# يعقوب بن صور
يعقوب بن روبين بن صور (1673 – 1753) كان شاعرًا وباحثًا وحاخامًا مغربيًا بارزًا في القرن الثامن عشر.

## السيرة
وُلِد يعقوب سنة 1673 في فاس. درس على يد الحاخامين فيدال سيرفاتي ومناحيم سيريرو. في عام 1693، عُين مسجلًا في بيت دين [الإنجليزية] (المحكمة الحاخامية) في فاس، ثم حاخامًا ورئيس بيت دين في عام 1704، وهو المنصب الذي شغله لمدة ثلاثين عامًا أخرى. وبعد ذلك، رأى أن الضرائب باهظة، فانتقل إلى مكناس، حيث أصبح عضوًا في بيت الدين لمدة إحدى عشرة سنة، وبعد ذلك انتقل إلى تطوان ليخدم في بيت الدين لمدة سبع سنوات أخرى.
في شيخوخته، رسم ابن صور خمسة من طلابه: صموئيل بن ر. يعقوب بن دانان، ر. أفرايم بن. إبراهيم مونسونيغو، وابنه ر. رافائيل عوبيد بن صور، ر. إيليا بن. أ. يوسف هاسرفاتي، وحفيده ر. متيتيا بن ر. ر. يعقوب بن. مناحيم الثاني سررو؛ الذي عُرف فيما بعد باسم "محكمة الخمسة" ( بيت دين شيل هاميشاه ).

## الأعمال
- مِشْبَطُ وَصِيدِكَا بِيعَقْوب ، مجموعة منشورة لبعض أجوبته. استُشير في مسائل هلاخية. حُفِظَت العديد من أجوبة يعقوب في أعمال حاخامات مغاربة.[6] [7]
- وكتاب "الخُلْ حِفِظ" مجموعة منشورة من الشعر الليتورجي[6][7]
- أما بالنسبة لهذا العمل، فهو لا يزال مخطوطًا، ويتضمن نماذج من العقود والوثائق والرسائل النموذجية. وقد نشر الحاخام والقبالي أبراهام عنكاوا معظم هذا العمل في كتابه "كيرم حامد"[6][7]

## الفهرس